# الكاب (الأقصر)
الكاب توجد على مسافة 83 كم جنوب الأقصر وتتبع مركز إدفو بمحافظة أسوان ، وتقع على الشاطئ الأيمن للنيل.
ولا يذهب عادة السائحون إلى مدينة الكاب نفسها غير أن رؤيتها لا تفوتهم فيرون من القطار أسوارها الضخمة الدالة على بقايا مدينة كبيرة، كانت مركزا دينيا هاما وعاصمة الإقليم الثالث في مصر العليا، وبذا شهدت أيام مجد وعظمة منذ عصور ما قبل التاريخ إلى العصور البيزنطية وكاد انقضاء الزمن والبشر يدمر تلك المدينة تماما.
ولم يعرف تاريخها جيدا إلا بعد حفائر البعثة البلجيكية منذ سنة 1937، ومما يدل على عظمة تلك المدينة القديمة : المخازن الضخمة من العصر الثني (الطيني) والنقوش التي على صخرة النسور ويرجع أهمها إلى عصر الدولة القديمة، ومقابر الدولة الوسطى وبقايا المباني، ومعابد الدولة الحديثة المكرسة لنخبت ربة مصر العليا وإلى تحوت، ومعبد بناه أمنحوتب الثالث في الصحراء، ومقابر أحمس بن إبانا الصخرية، الذي حارب الهكسوس، وباحري دلك النبيل الشهير في عصر تحتمس الثالث، و الأسوار التي بناها نختنبو، ومعبد صخرى بناه بطليموس الرابع، وكثير من التلال الأثرية الأخرى التي تشهد بمجد تالد لتلك المدينة النائمة الآن بين النيل والصحراء في ظل أسوارها العالية.يحدها من الشمال قرية المحاميد الحجز قبلى وهي القرية الأم ويحدها من الجنوب نجع هلال.

## أعلام
- أحمس بن إبانا